# Таль (округ)
Таль (нем. Thal (Bezirk)) — округ в Швейцарии. Центр округа — город Бальсталь.
Округ входит в кантон Золотурн. Занимает площадь 139,33 км². Население 14 391 чел. Официальный код — 1102.

## Коммуны округа
| Герб                 | Коммуна              | Население (2005) | Площадь км² | Официальный код | Примечание                                    |
| -------------------- | -------------------- | ---------------- | ----------- | --------------- | --------------------------------------------- |
| Бальсталь            | Бальсталь            | 5810             | 15,69       | 2422            |                                               |
| Вельшенрор           | Вельшенрор           | 1162             | 12,97       | 2429            | 1.01.2021 объединены в Вельшенрор-Генсбруннен |
| Генсбруннен          | Генсбруннен          | 96               | 11,36       | 2423            | 1.01.2021 объединены в Вельшенрор-Генсбруннен |
| Лауперсдорф          | Лауперсдорф          | 1685             | 15,52       | 2426            |                                               |
| Матцендорф           | Матцендорф           | 1314             | 11,29       | 2427            |                                               |
| Мюмлисвиль-Рамисвиль | Мюмлисвиль-Рамисвиль | 2542             | 35,48       | 2428            |                                               |
| Хербетсвиль          | Хербетсвиль          | 585              | 16,35       | 2424            |                                               |
| Хольдербанк          | Хольдербанк          | 663              | 7,79        | 2425            |                                               |
| Эдермансдорф         | Эдермансдорф         | 534              | 12,88       | 2421            |                                               |
|                      | Итого (8)            | 14 391           | 139,33      | 1102            |                                               |